# چگال فرمیونی

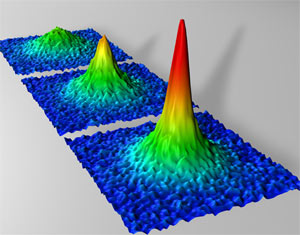
مدل جذب پس از انبساط آزاد مجموعه‌ای از فرمیون‌هایی با تعامل قوی: در پایین‌ترین دما، مشخصهٔ اوج یک میعانات بوز-انیشتین مشاهده می‌شود.

چگال فرمیونی (به انگلیسی: Fermionic condensate) حالتی از ماده که «دبورا اس جین» (Deborah S. Jin) از دانشگاه کلورادو با گروهش در اواخر پاییز ۱۳۸۲، موفق به کشف این شکل تازه ماده شده‌است، می‌گوید: «وقتی با شکل جدیدی از ماده روبرو می‌شوید، باید زمانی را صرف شناخت ویژگیهایش کنید. آنها این ماده تازه را با سرد کردن ابری از پانصد هزار اتم پتاسیم با جرم اتمی ۴۰ تا دمایی کمتر از یک میلیونیم درجه بالاتر از صفر مطلق پدیدآوردند. این اتمها در چنین دمایی بدون گرانروی جریان می‌یابند و این، نشانه ظهور ماده‌ای جدید بود. در دماهای پایین‌تر چه اتفاقی می‌افتد؟ هنوز نمی‌دانیم.»
ماده چگال فرمیونی بسیار شبیه ماده چگالش بوز-اینشتین (BEC) است. ذرات بنیادی و اتمها در طبیعت می‌توانند به شکل بوزون یا فرمیون باشند. یکی از تفاوتهای اساسی میان آنها حالتهای کوانتومی مجاز برای ذرات است. تعداد زیادی بوزون می‌توانند در یک حالت کوانتومی باشند، مثلاً انرژی، اسپین و … آنها یکی باشد، اما مطابق اصل طرد پائولی، دو فرمیون نمی‌توانند همزمان حالتهای کوانتومی یکسان داشته باشند.
برای همین، مثلاً در آرایش اتمی، الکترونها که فرمیون هستند، نمی‌توانند همگی در یک تراز انرژی قرار گیرند. در هر اوربیتال تنها دو الکترون که اسپین‌های متفاوت داشته باشند، جا می‌گیرد و الکترونهای بعدی باید به اوربیتال دیگری با انرژی بالاتر بروند؛ بنابراین اگر فرمیونها را سرد کنیم و انرژی آنها را بگیریم، ابتدا پایین‌ترین تراز انرژی پر می‌شود، اما ذره بعدی باید به ترازی با انرژی بالاتر برود.
وجود ماده چگال فرمیونی همانند ماده چگال بوز- اینشتین سالها قبل پیش‌بینی شده و خواص آن محاسبه شده بود، اما رسیدن به دمای نزدیک به صفر مطلق که برای تشکیل این شکل ماده لازم است تاکنون ممکن نشده بود. هر دو از فرورفتن اتمها در دماهایی بسیار پایین ساخته می‌شوند. اتمهای BEC بوزون هستند و اتمهای ماده چگال فرمیونی، فرمیون.